# Trichocerapoda strigata
Trichocerapoda strigata är en fjärilsart som beskrevs av Smith 1891. Trichocerapoda strigata ingår i släktet Trichocerapoda och familjen nattflyn. Inga underarter finns listade i Catalogue of Life.